# Trinity Bay (Canada)
Trinity Bay ("Drievuldigheidsbaai") is een baai van ruim 2800 km² in de Canadese provincie Newfoundland en Labrador. De baai bevindt zich in het zuidoosten van het eiland Newfoundland en vormt de westkust van het schiereiland Bay de Verde.

## Geografie
Trinity Bay wordt in het oosten begrensd door het schiereiland Bay de Verde, dat deel uitmaakt van het grote schiereiland Avalon. In het zuiden grenst het aan de Landengte van Avalon en in het westen aan het hoofdgedeelte van Newfoundland.

### Eilanden
De baai heeft vrijwel geen eilanden, al ligt in een grote westelijke inham wel Random Island, dat het grootste eiland voor de kust van Newfoundland is. De twee enige andere relatief grote eilanden in Trinity Bay zijn Ireland's Eye, vlak bij Random Island, en Bull Island, in het uiterste zuiden van de baai.

### Plaatsen
Trinity Bay ligt in het zuidoosten van het eiland Newfoundland, wat de meest dichtbevolkte regio van de provincie is. Behalve een groot aantal gemeentevrije dorpen en gehuchten, liggen er ook veertien plaatsen met gemeentestatus (towns) aan de oevers van de baai. 
Bij verre de grootste hiervan qua inwoneraantal anno 2016 is Clarenville (6.291 inwoners). Clarenville ligt weliswaar aan de door Random Island gedomineerde zijarm van de baai en niet aan het open water van Trinity Bay.
De andere gemeenten die aan de kust van Trinity Bay liggen zijn, in wijzerzin: Old Perlican, Hant's Harbour, Winterton, New Perlican, Heart's Content, Heart's Desire, Heart's Delight-Islington, Whiteway, Chapel Arm, Norman's Cove-Long Cove, Chance Cove, Sunnyside, George's Brook-Milton, Trinity en Port Rexton.
Aan het meest noordwestelijke gedeelte van de baai ligt Trinity Bight, een groep van twaalf dicht bij elkaar gelegen dorpen (waaronder Trinity en Port Rexton).

## Galerij

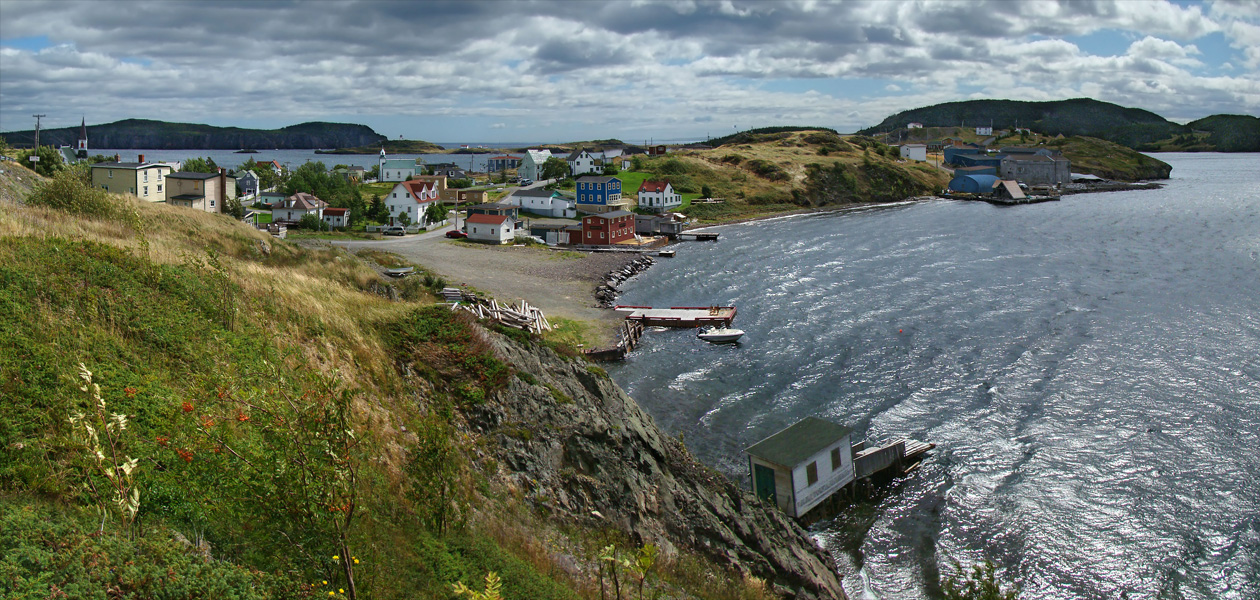
Zicht op het dorp Trinity aan de oevers van de gelijknamige baai
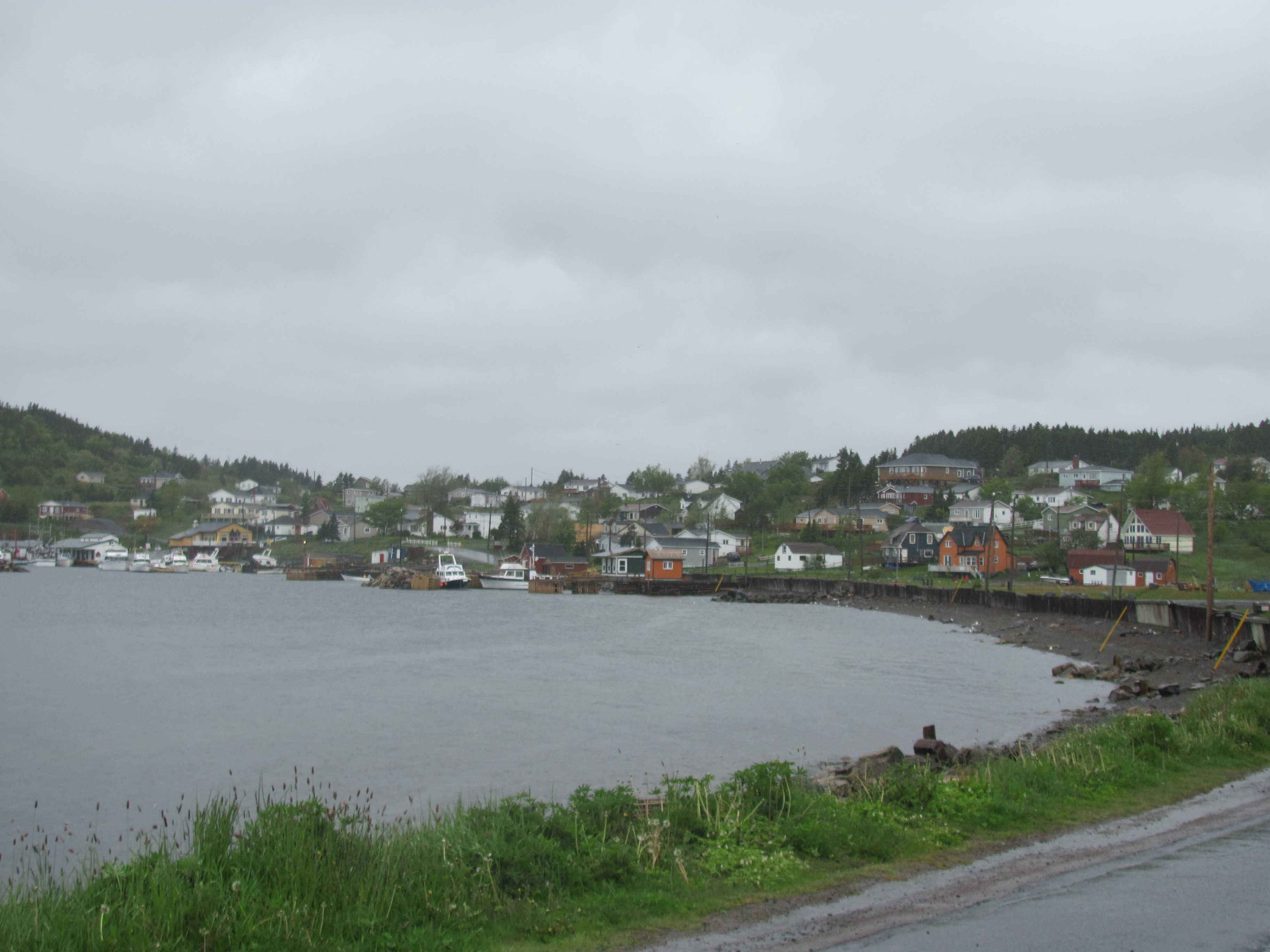
Zicht op het aan de baai gelegen toeristische dorpje Dildo
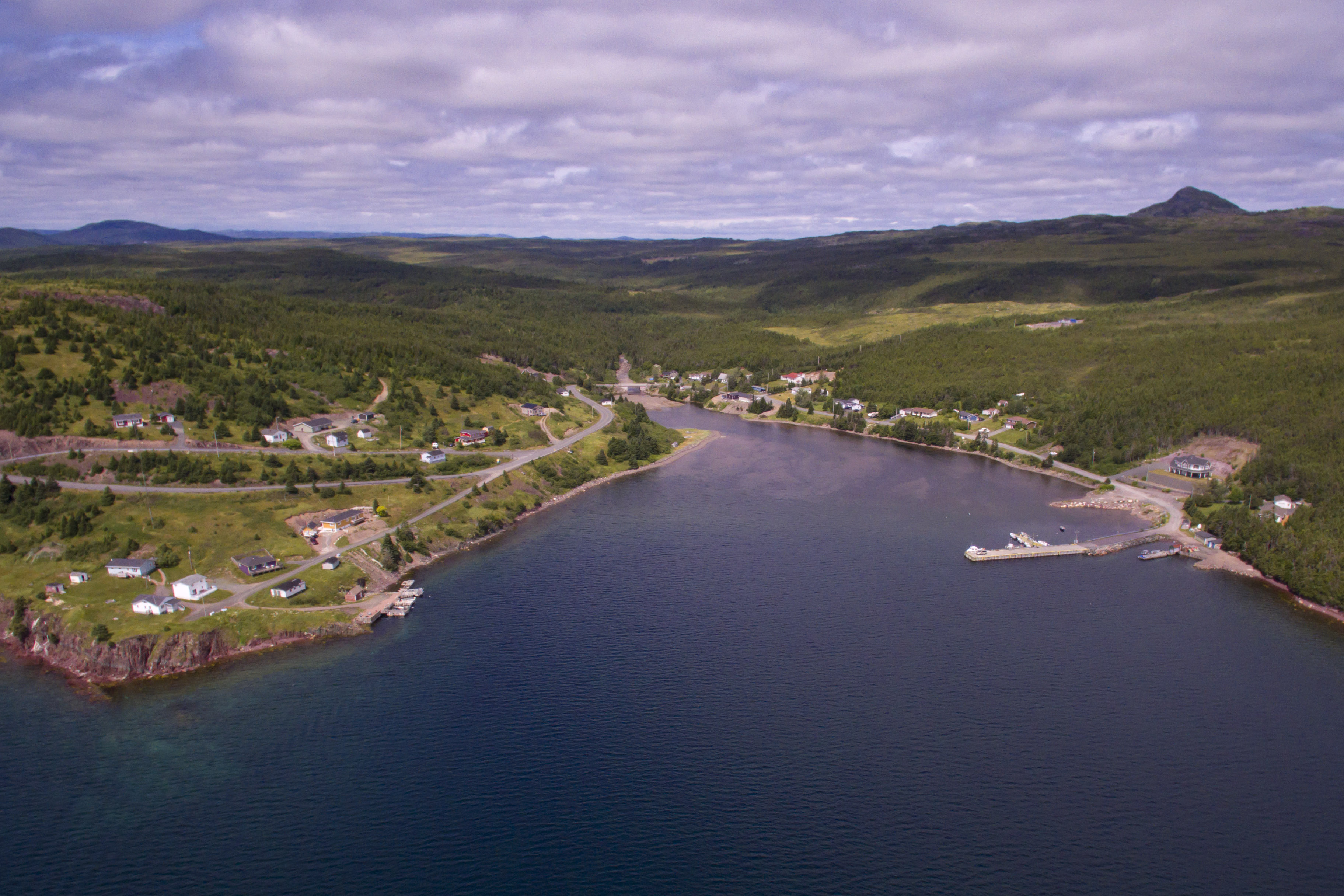
Het dorp Sunnyside, gelegen aan Bull Arm
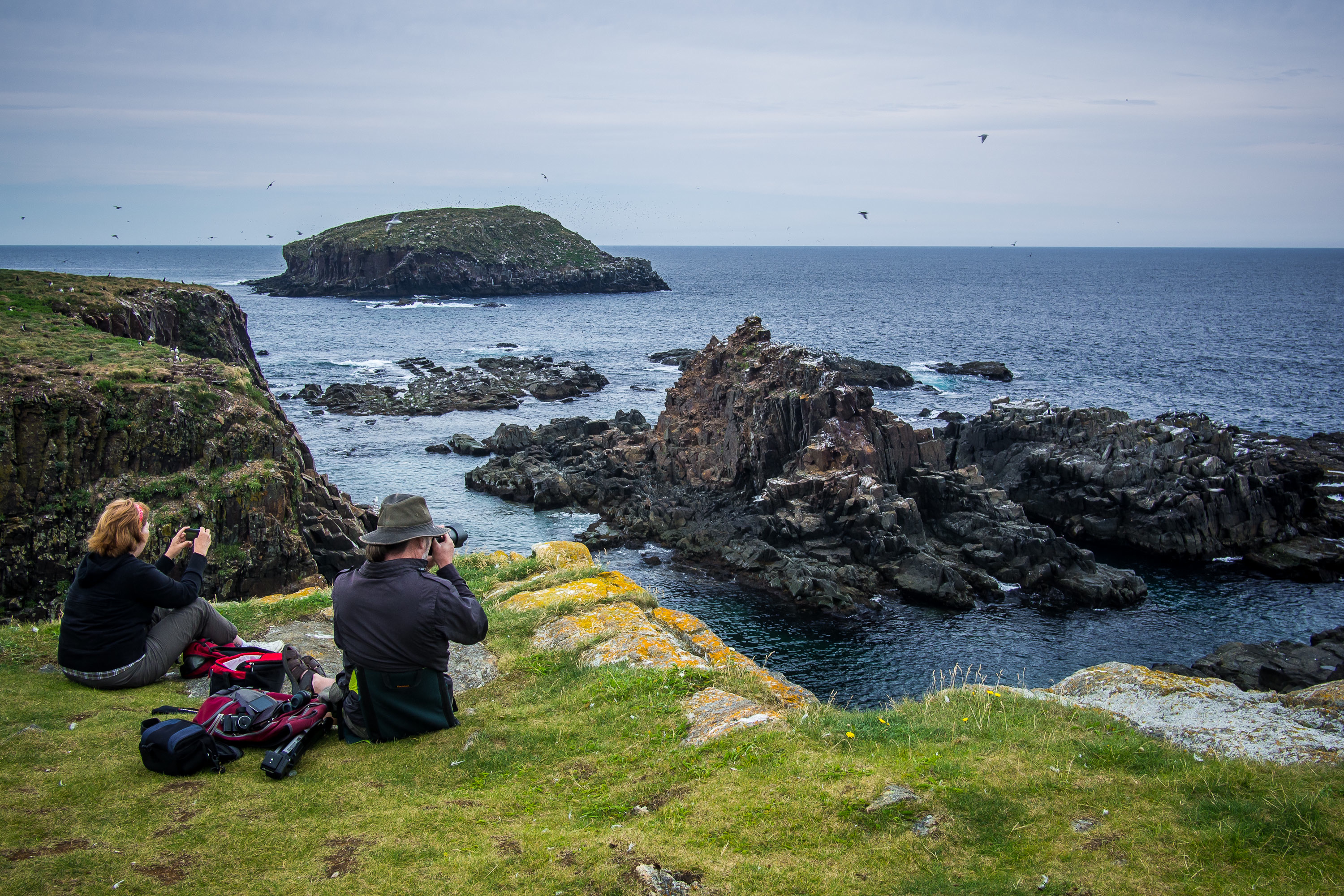
De papegaaiduikerkolonie van Elliston